# 4 Track EP
4 Track EP – drugi minialbum grupy LFO, wydany wspólnie z Aphex Twinem w 2005 r.

## Lista utworów
1. LFO – Flu-Shot (Kringlan)
2. LFO – Pathfinder
3. AFX – 46 Analord-Masplid
4. AFX – Naks 11 (Mono)